# Eurypyga helias
La tigana, tepozcalcarau, pavito de agua,  ave sol,  garza del sol o  tamrilla (Eurypyga helias) es una especie de ave del orden Euripygyformes, única representante de su género (Eurypyga) y de su familia (Eurypygidae). Habita en las regiones tropicales de América.

## Descripción

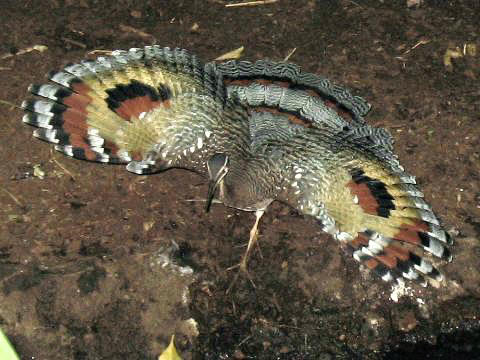
El colorido plumaje de la tigana

Esta es un ave esbelta con un andar pausado. Mide de 43 a 48 cm, y tiene un peso de 250 gramos aproximadamente. Pico anaranjado con la base de color negro y el iris rojizo. 
El color de las alas es el detalle más llamativo, son de color castaño, amarillo, negro, blanco, oliva y gris con dos franjas castaño y negro; y las despliega en el cortejo. En vuelo, puede verse un ocelo grande y oscuro en cada ala. Los colores luminosos también se usan para sobresaltar a los predadores potenciales.

## Hábitat
Frecuenta los arroyos de zonas forestales, en zonas no por encima de los 900m mientras caza los peces de la misma manera que una garza.

## Comportamiento
Forrajean solas o en parejas a lo largo de la orilla en busca de cangrejos de río, larvas de insectos, arañas, ranas pequeñas, cangrejos y pequeños peces. Cazan en silencio con los cuerpos inclinados, prestas a capturar la presa con un rápido golpe de pico. Cuando se las molesta se elevan volando a los árboles. Sus vuelos son cortos. 
El nido abovedado se construye en un árbol. Anida entre marzo y junio del hemisferio norte. Ponen dos huevos grandes de color rosado con manchas oscuras.

## Taxonomía
Tradicionalmente ha sido clasificado dentro de Gruiformes, y morfológicamente está cerca de las garzas y sus parientes. Actualmente muchos autores la clasifican junto con el kagú (Rhynochetos jubatus) (otro antiguo miembro del orden Gruiformes) dentro de su propio orden Eurypygiformes. Aun así, otros siguen clasificándoles dentro de Gruiformes.

## Subespecies
Se reconocen tres subespecies de Eurypyga helias:
- Eurypyga helias helias - Colombia a Venezuela, las Guayanas, la Amazonia de Brasil y el este de Bolivia.
- Eurypyga helias major - Extremo sur México y Guatemala a oeste de Ecuador
- Eurypyga helias meridionalis - Sur y centro de Perú (Junín y Cuzco)